# Rue du Conseiller-Collignon
Pour les articles homonymes, voir Collignon.
La rue du Conseiller-Collignon est une voie du 16e arrondissement de Paris, en France.

## Situation et accès

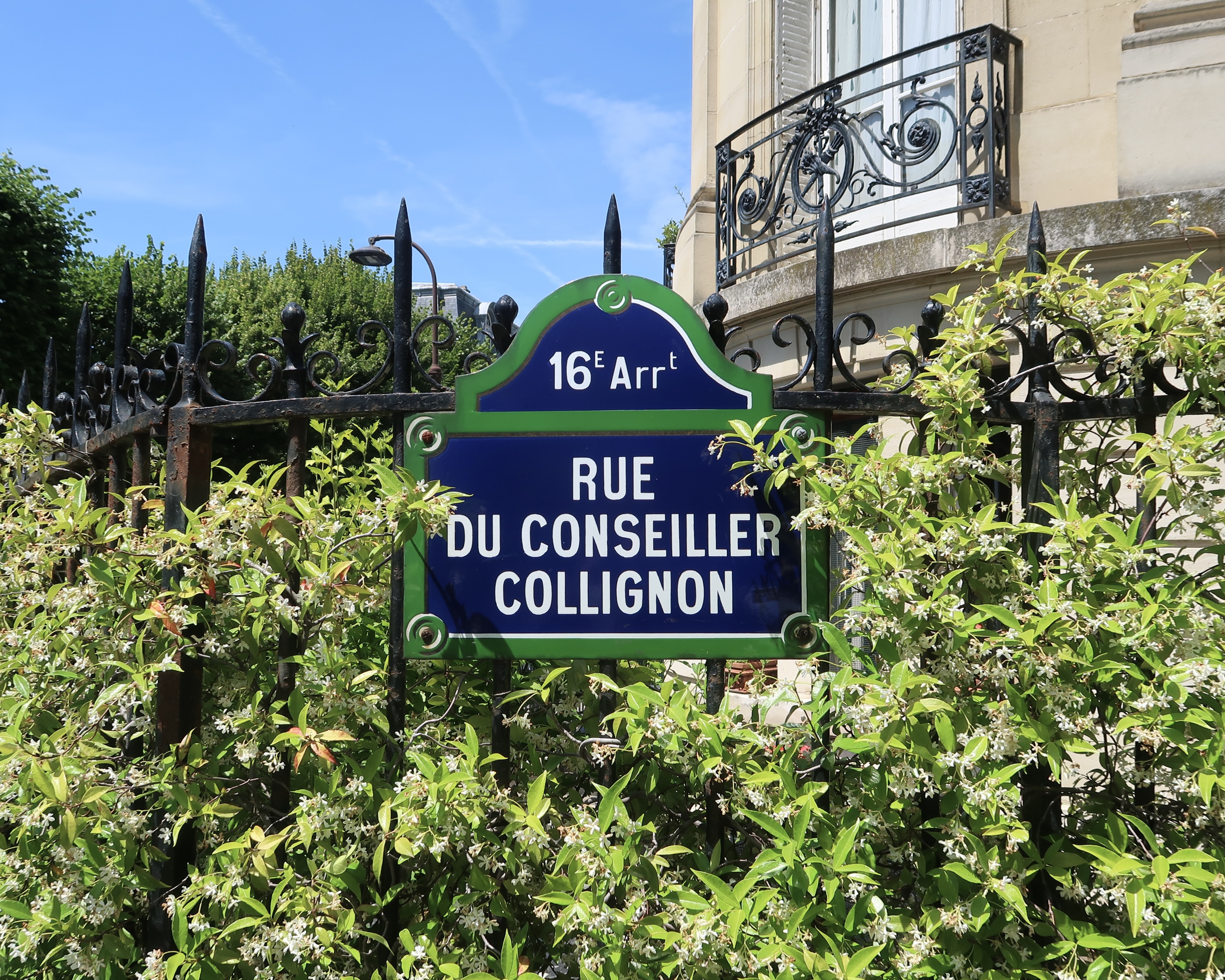
Plaque entourée de verdure.

Longue de 160 mètres, elle commence 3, rue Verdi et 1, rue Maspero et finit 2, rue d'Andigné.
Le quartier est desservi par la ligne 9 à la station La Muette. La gare de Boulainvilliers de la ligne C se situe à proximité.

## Origine du nom

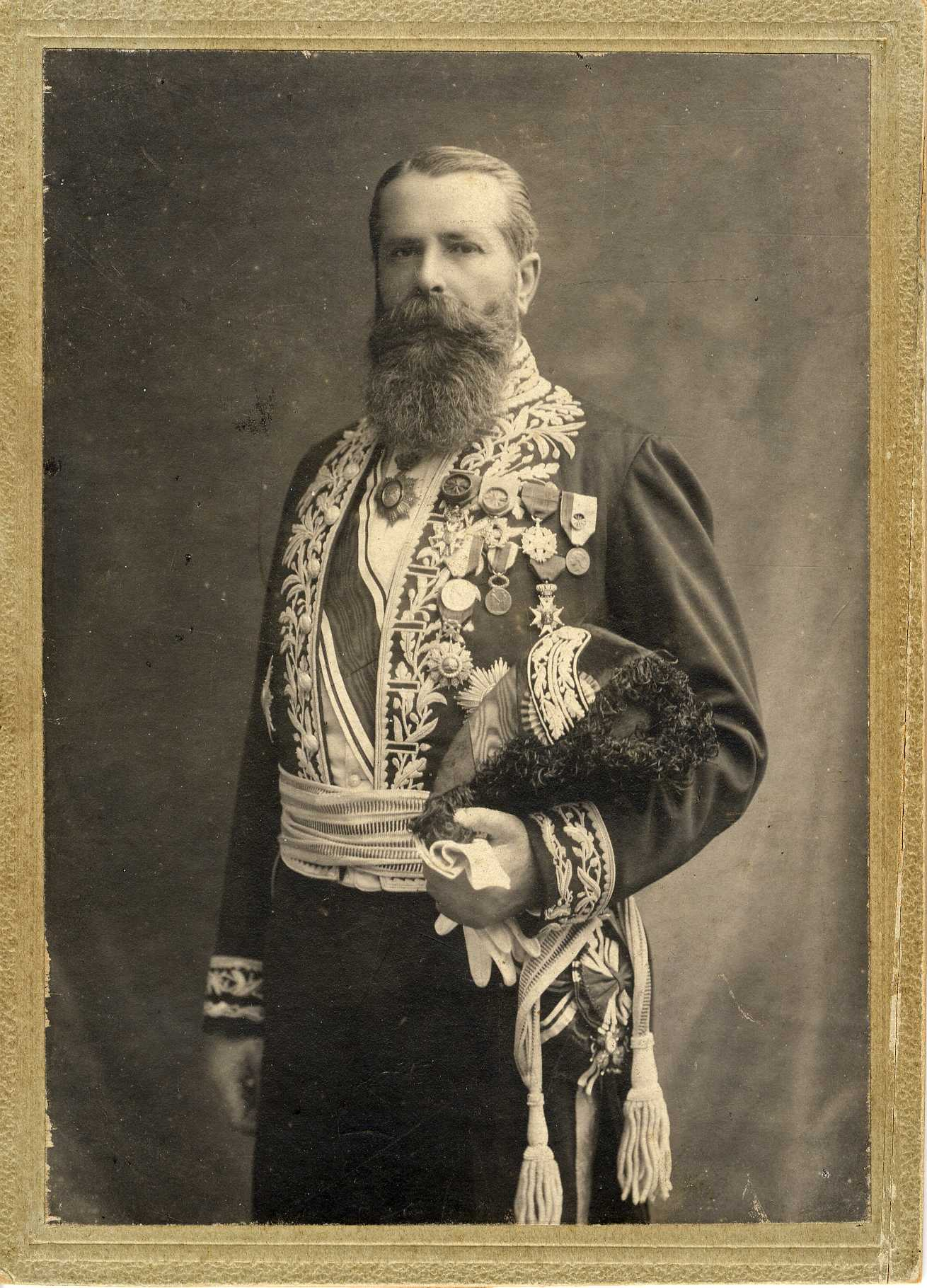
Henri Collignon.

Elle est baptisée en hommage au conseiller d'État Henri Collignon (1856-1915), engagé volontaire comme simple soldat à 58 ans en 1914, et tué au combat un an plus tard.

## Historique
Cette voie est ouverte en 1923 sous sa dénomination actuelle sur les terrains du parc de la Muette, vendu à la mort de son dernier propriétaire, le comte de Franqueville, à l'emplacement d'une partie du parc de l'ancien château. Elle est classée dans la voirie parisienne par un arrêté du 22 mai 1931.

## Bâtiments remarquables et lieux de mémoire
- Maurice Brianchon (1899-1979), artiste peintre, avait son atelier au 8e étage d’un immeuble de cette rue, sous les toits, avec une grande verrière.
- No 2 : ancien domicile de la princesse Charlotte de Monaco, où elle meurt le 16 novembre 1977[2].
- No 3 : la façade de l'ancien bâtiment a été conservée, fenêtres et porte à l'air libre, et un nouvel immeuble a été édifié à quelques mètres en arrière par l'architecte Henri Debussé en 1926. L'immeuble est signé en façade. Des scènes du film Le cave se rebiffe (1961) ont été tournées devant, un édifice de la rue figurant une ancienne maison close[3].
- No 6 : immeuble réalisé par l'architecte Charles Blanche.
- No 8 : hôtel particulier construit en 1925 pour le musicien Serge Koussevitzky (1874-1951) sur les plans de l'architecte Jean Fidler, surélevé ultérieurement et dont la façade a été recouverte d'un enduit[4].
- No 10 : immeuble construit par l’architecte Jean Fidler en 1926[4].
- No 15 : immeuble de style Art déco édifié en 1938-1939 par l'architecte Gabriel Blanche[5], fils de Charles Blanche. Le cinéaste François Truffaut (1932-1984) et sa femme, Madeleine Morgenstern, ont vécu trois ans à cette adresse, dans un duplex, jusqu’à leur séparation, en 1964. Sa femme et leurs deux filles, Laura et Éva, sont ensuite restées dans les lieux. C’est dans ce même appartement qu’ont été tournées de nombreuses scènes du film La Peau douce, du 21 octobre au 30 décembre 1963[6].
- No 17 : consulat général d'Italie à Paris.
- No 23 : Pierre Mendès France (1907-1982), homme politique français et président du Conseil de juin 1954 à février 1955, y habita de 1945 jusqu’à sa mort le 18 octobre 1982. Le président de la République française de l’époque, François Mitterrand, se rendra rue du Conseiller-Collignon pour s’incliner sur sa dépouille[7].

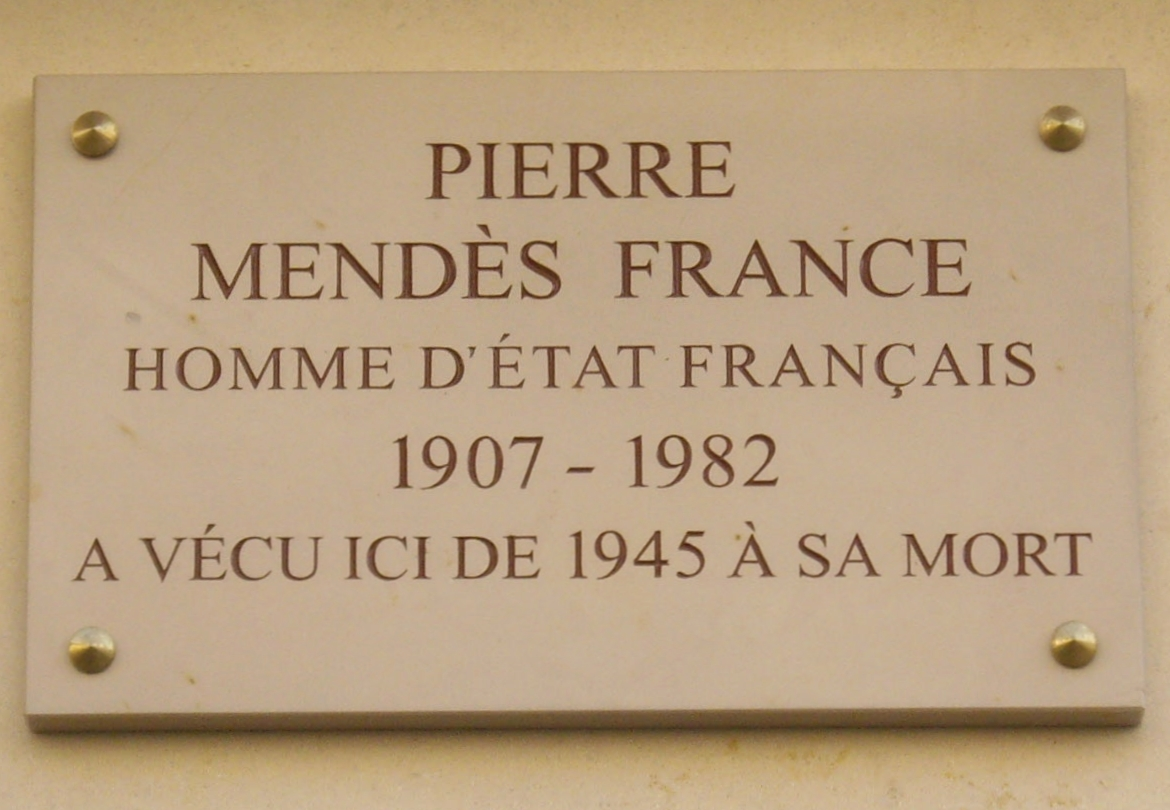
Plaque commémorative apposée au 23, rue du Conseiller-Collignon.

## Galerie

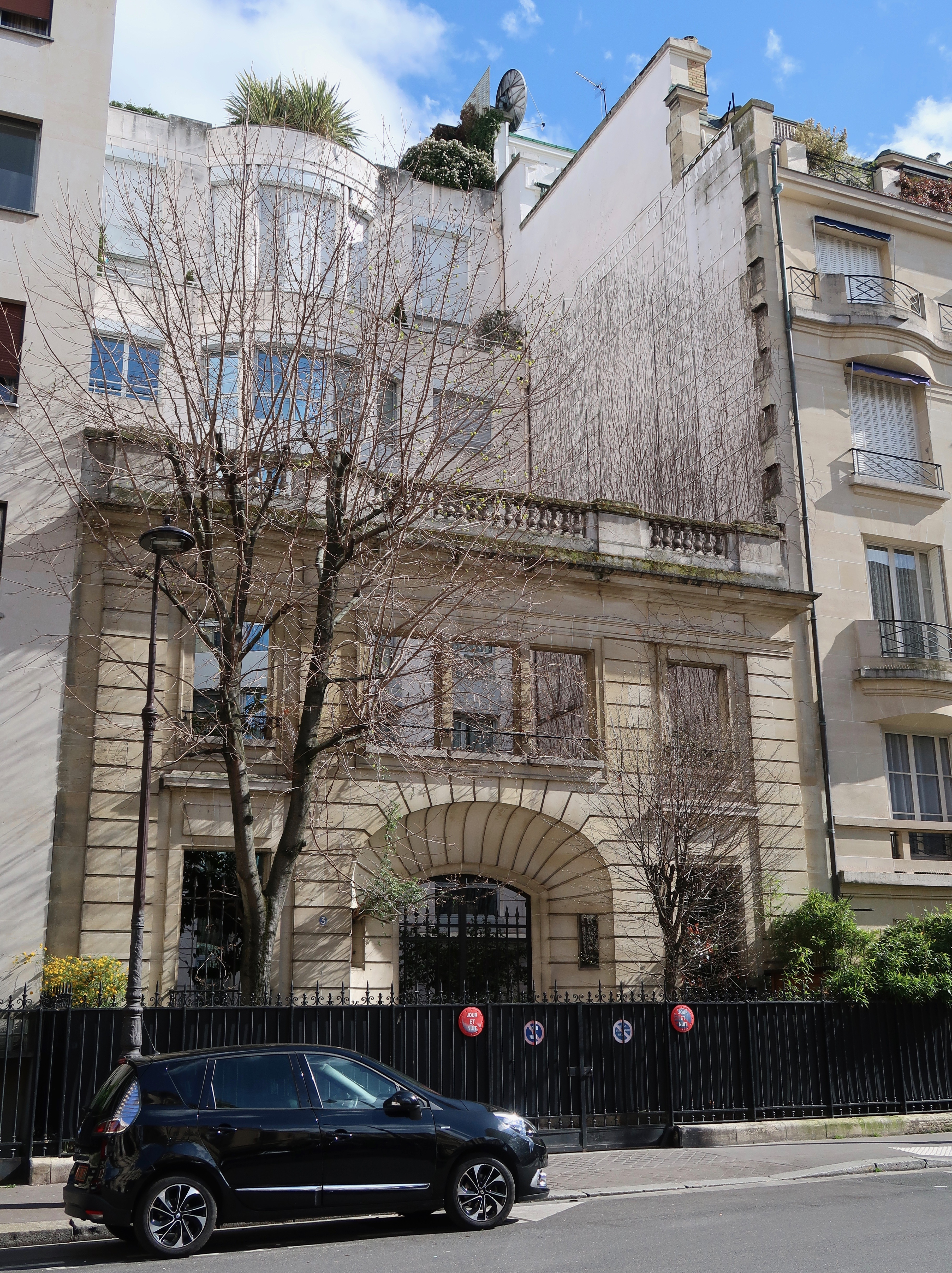
No 3.
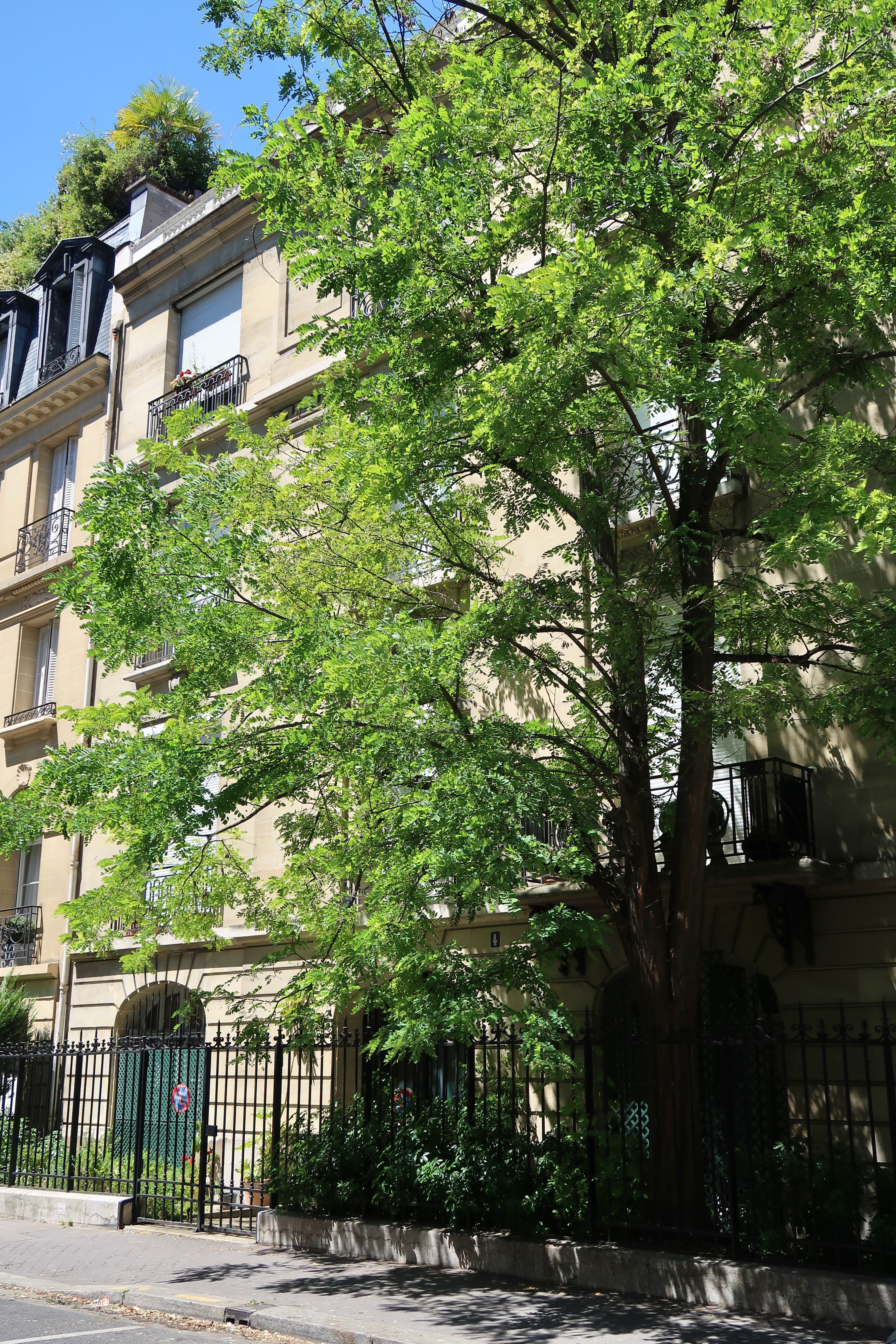
No 4.
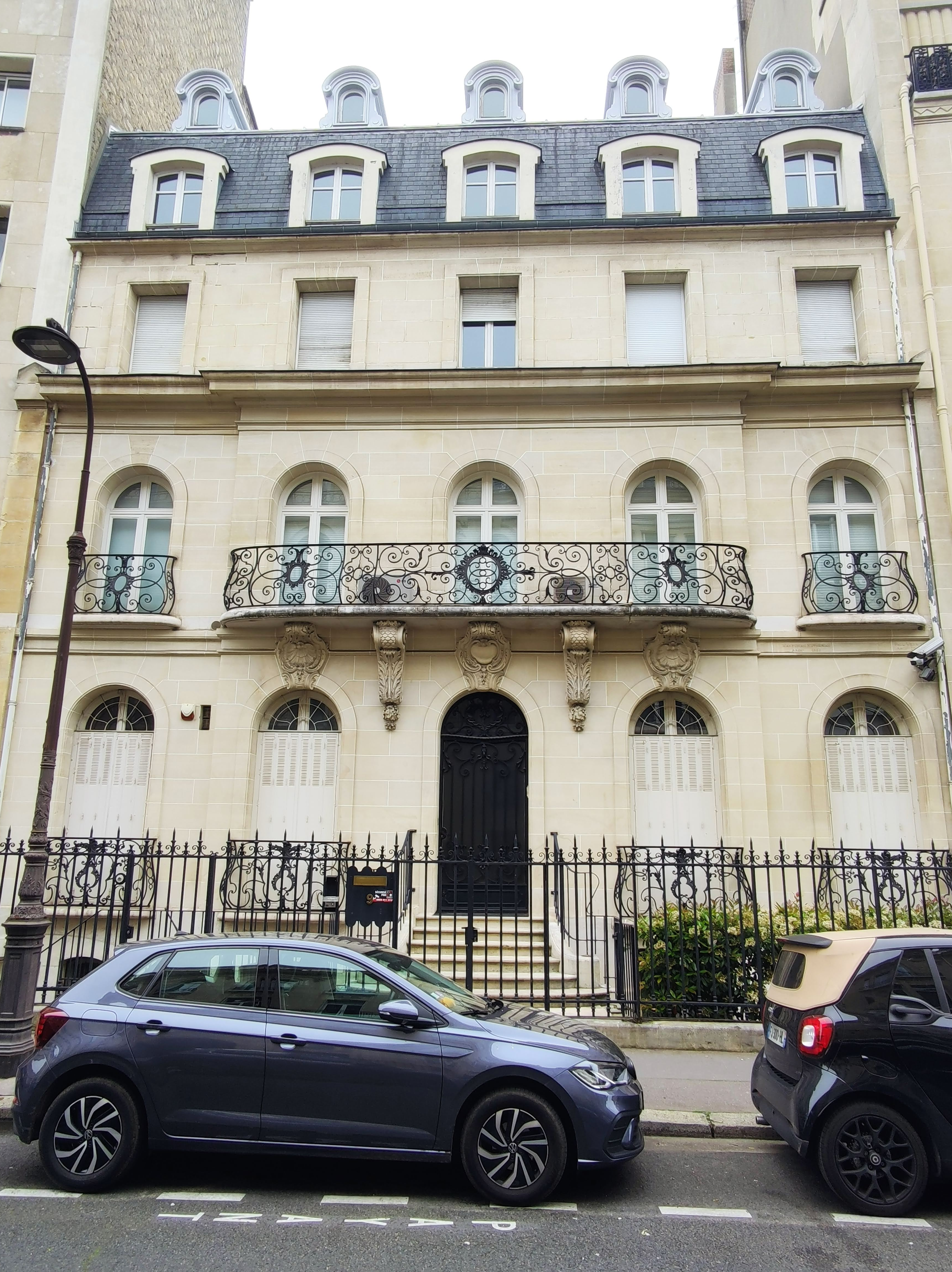
No 9.
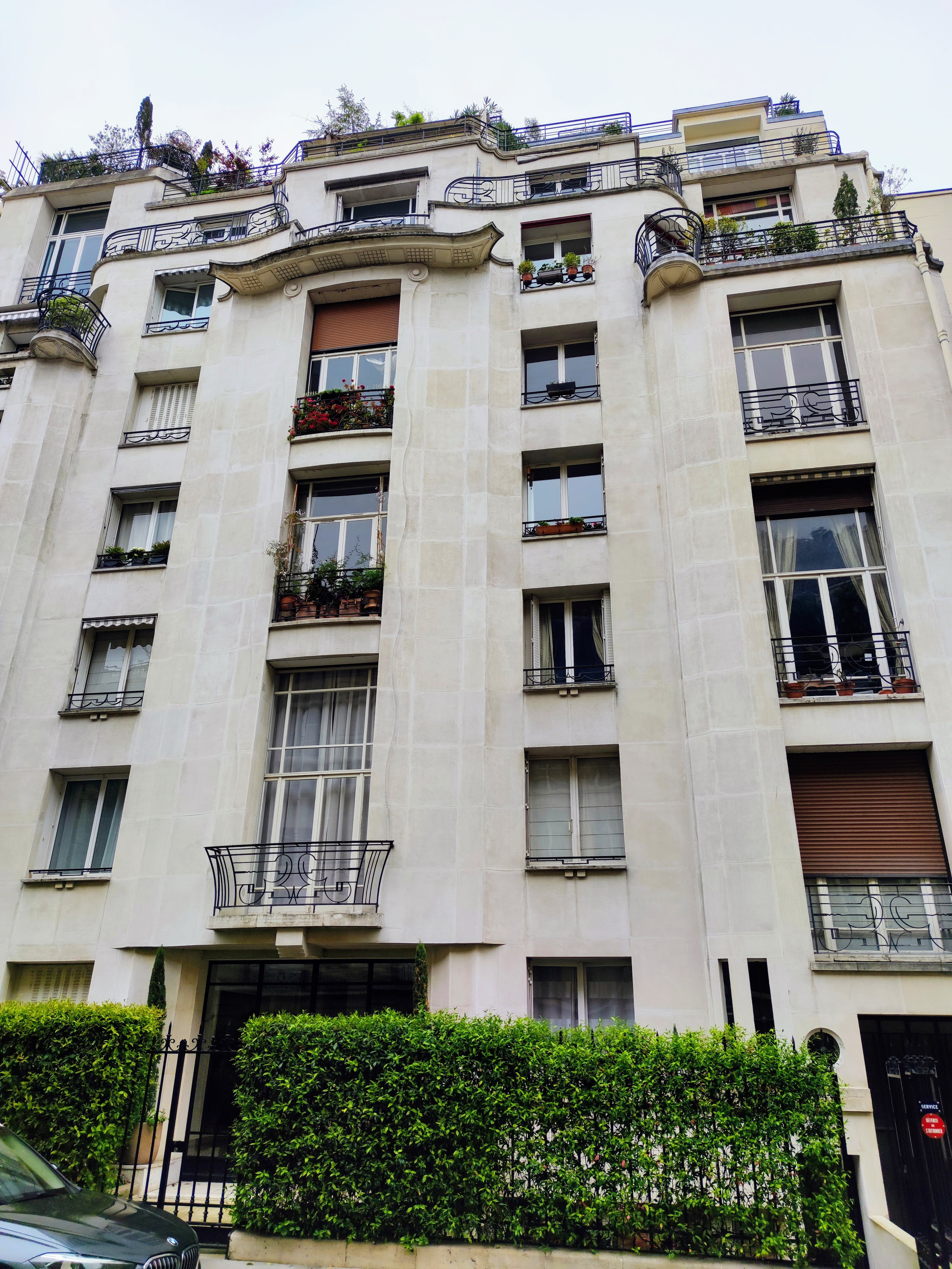
No 15.
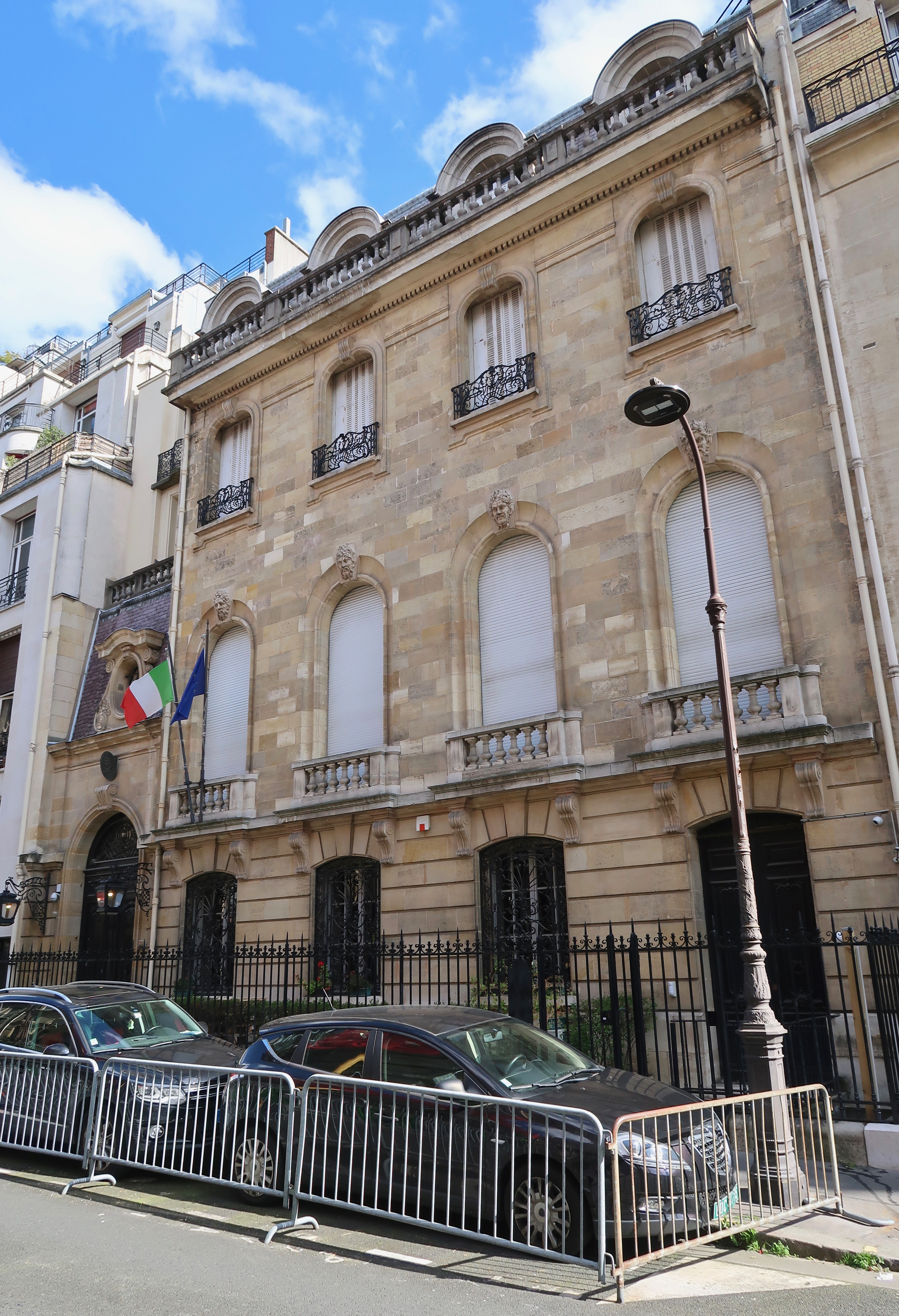
No 17 : consulat général d'Italie.